# Sedizione
La sedizione è una condotta organizzata, che tende alla ribellione contro l'ordine costituito. La sedizione spesso include il sovvertimento di una Costituzione e l'incitamento al malcontento o all'insurrezione contro l'autorità.
La sedizione può includere le attività volte a promuovere qualsiasi tumulto, ma la relativa persecuzione penale incontra il limite della manifestazione del pensiero ed è quindi vincolata al rispetto del principio di materialità: quando la sedizione non è palese, in genere è il frutto di attività sovversive che tendono al colpo di Stato oppure alla rivoluzione; quando è palese, i relativi atti possono essere perseguiti ai sensi delle leggi penali di ciascuno Stato.

## Storia
Seditio (lett: 'andare in pezzi') era il reato, nella Repubblica romana, di disobbedienza collettiva a un magistrato, compreso sia l'ammutinamento militare che l'azione della folla. Guidare o istigare una seditio era punibile con la morte. La seditio civile divenne frequente durante la crisi politica del I secolo a.C., durante le guerre civili che portarono alla dissoluzione della Repubblica. Sotto Tiberio il reato di seditio fu sussunto nel crimen de majestate, che proibiva ogni espressione contraria alla dignità dell'imperatore.
Il termine sedizione nel suo significato moderno apparve per la prima volta nell'era elisabettiana (c. 1590) come "incitare con parole o scritti disaffezione verso lo stato o l'autorità costituita". Sebbene l'Inghilterra abbia adottato il nome del reato dal diritto comune, non si è basata sulla giurisprudenza di derivazione romana: piuttosto, attingeva alla giurisdizione della Star Chamber, basandosi su statuti emanati da Maria I contro la letteratura che conteneva "l'incoraggiamento, l'agitazione o l'impulso di qualsiasi insurrezione".

## Casistica
(Francesco Saverio Nitti, Atti parlamentari, resoconto stenografico dell’Assemblea della Camera dei deputati del Regno, 13 settembre 1919, p. 21090)
Il termine si applica sia quando sono coinvolti militari regolari, sia quando il reato è compiuto da civili armati come milizia:
- Impresa di Fiume[4]
- Assalto al Campidoglio degli Stati Uniti d'America del 2021[5]
- Assalto al Congresso nazionale del Brasile del 2023
- Rivolta del Gruppo Wagner del 2023[6]